# Ausländerzentralregister
Das Ausländerzentralregister (AZR) ist eine vom Bundesverwaltungsamt (BVA) betriebene Datenbank, in der personenbezogene Datensätze von Ausländern gespeichert werden. Unter den etwa 26 Millionen personenbezogenen Datensätzen, die im AZR gespeichert sind, befinden sich auch Daten von 4,47 Millionen EU-Bürgern (Stand: Februar 2009).
Auf Basis des am 5. Februar 2016 in Kraft getretenen Datenaustauschverbesserungsgesetzes (BGBl. I S. 130) war es möglich, die im  AZR bereits gespeicherten Grundpersonalien wie Namen, Geburtsdatum und -ort sowie Staatsangehörigkeit durch neue Speichersachverhalte zu ergänzen, insbesondere um Fingerabdrücke. Das AZR, das seit Jahren die zentrale Informationsplattform für Ausländerdaten ist, dient künftig damit auch als Kerndatensystem (KDS) im Rahmen des Flüchtlingsmanagements.

## Inhalt und Zugang
Gespeichert sind Daten von Ausländern in Deutschland, die einen Aufenthaltstitel haben oder hatten sowie von solchen, die Asyl begehren, begehrt hatten oder anerkannte Asylbewerber sind. 
Dabei werden Grundpersonalien, Aliaspersonalien, Bearbeitungsvermerke (u. a. zuständige Ausländerbehörde und Aktenzeichen), Ausweisungen, Abschiebungen (jeweils mit weiteren Angaben), Zurückweisungen, Auflagen, Beschränkungen, Visa usw. gespeichert.
Das Register wird vom Bundesamt für Migration und Flüchtlinge (BAMF) geführt und vom BVA betrieben. Das AZR ist eines der umfangreichsten automatisierten Register der öffentlichen Verwaltung in Deutschland.
Zugriff auf diese große Datenbank haben 6.500 Partnerbehörden, darunter u. a. alle Ausländerbehörden, das BAMF, der/die Beauftragte der Bundesregierung für Migration, Flüchtlinge und Integration, die deutschen Polizei- und Zolldienststellen (via INPOL-neu) und Arbeitsagenturen und JobCenter.

## Rechtsgrundlage
Rechtsgrundlage für das AZR ist das AZR-Gesetz (BGBl. I S. 2265) vom 2. September 1994. Ferner gilt u. a. die Verordnung zur Durchführung des Gesetzes über das Ausländerzentralregister (AZRG-DV) vom 17. Mai 1995 (BGBl. I 1995, S. 695) und das am 5. Februar 2016 in Kraft getretene Datenaustauschverbesserungsgesetz (BGBl. I S. 130).

## Geschichte
Vorgänger des Ausländerzentralregisters war die 1938 eingeführte Ausländerzentralkartei. Bereits 1953 wurde „der Ruf nach einer ‚verstärkten Überwachung der Ausländer im Bundesgebiet‘ wieder laut, und ein Neuversuch unter dem Namen Ausländerzentralregister (AZR) unternommen. 1967 wurde das AZR als eine der ersten Datensammlungen auf automatische Datenverarbeitung umgestellt und 1990 auf Betreiben des Bundesamts für die Anerkennung ausländischer Flüchtlinge (BAFl) die Vereinheitlichung der Länderdatenbanken der Systeme Asyl online (ASYLON) und des AZRs vollzogen.“

## Kritik
Datenschützer kritisieren das AZR seit Langem. Im Jahr 2000 wurde dem Bundesverwaltungsamt ein Big Brother Award für den Betrieb des Ausländerzentralregisters verliehen, da dieses eine „institutionalisierte behördliche Diskriminierung von nichtdeutschen BürgerInnen in der Bundesrepublik“ darstelle.
Der Europäische Gerichtshof entschied im Dezember 2008 (Rechtssache C-524/06), dass im AZR zu EU-Bürgern nur solche Daten gespeichert sein dürfen, die für die Anwendung aufenthaltsrechtlicher Vorschriften unbedingt benötigt werden. Eine Nutzung der Daten zur Kriminalitätsbekämpfung sowie zu statistischen Zwecken sei unzulässig.

## Pläne für einen Ausbau
Laut Koalitionsvertrag von 2018 soll das AZR in Zusammenarbeit mit den Ländern „zu einem insgesamt den zeitgemäßen Anforderungen entsprechenden zentralen Ausländerdateisystem“ weiterentwickelt werden.